# Samuel Palmer
Samuel Palmer, född 27 januari 1805, död 24 maj 1881, var en brittisk målare och grafiker.
Palmer ägnade sig med förkärlek åt idealiserade landskap med bibliskt eller nordiskt folklivsstaffage, oftast i akvarell. Palmers etsningar skildrade romantiskt uppfattade folklivsskidringar. Han översatte och illustrerade Vergilius Ekloger.
Palmer var inspirerad av William Blake och inspirerade i sin tur Graham Sutherland.